# St. Bernard's-Jacques Fontaine
St. Bernard's-Jacques Fontaine é uma pequena cidade localizada na província canadense de Terra Nova e Labrador. De acordo com o censo canadense de 2016, a cidade tinha uma população de 433 habitantes.